# Atago (góra)
Atago (jap. 愛宕山 Atago-yama, Atago-san) – góra o wysokości 924 m n.p.m. w północno-zachodniej części Kioto, w Japonii. 
Na szczycie znajduje się chram shintō o nazwie Atago.

## Galeria

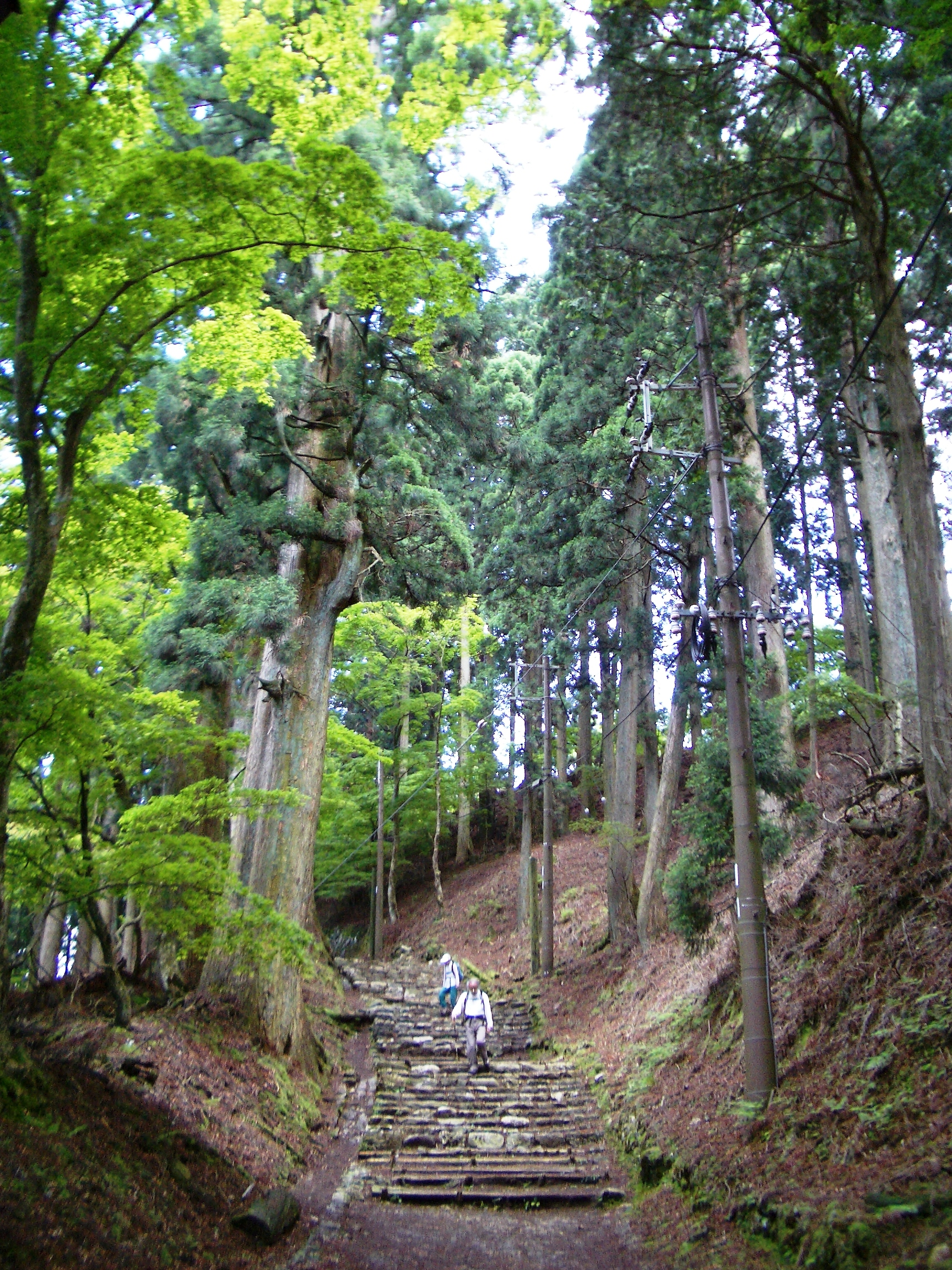
Droga na szczyt
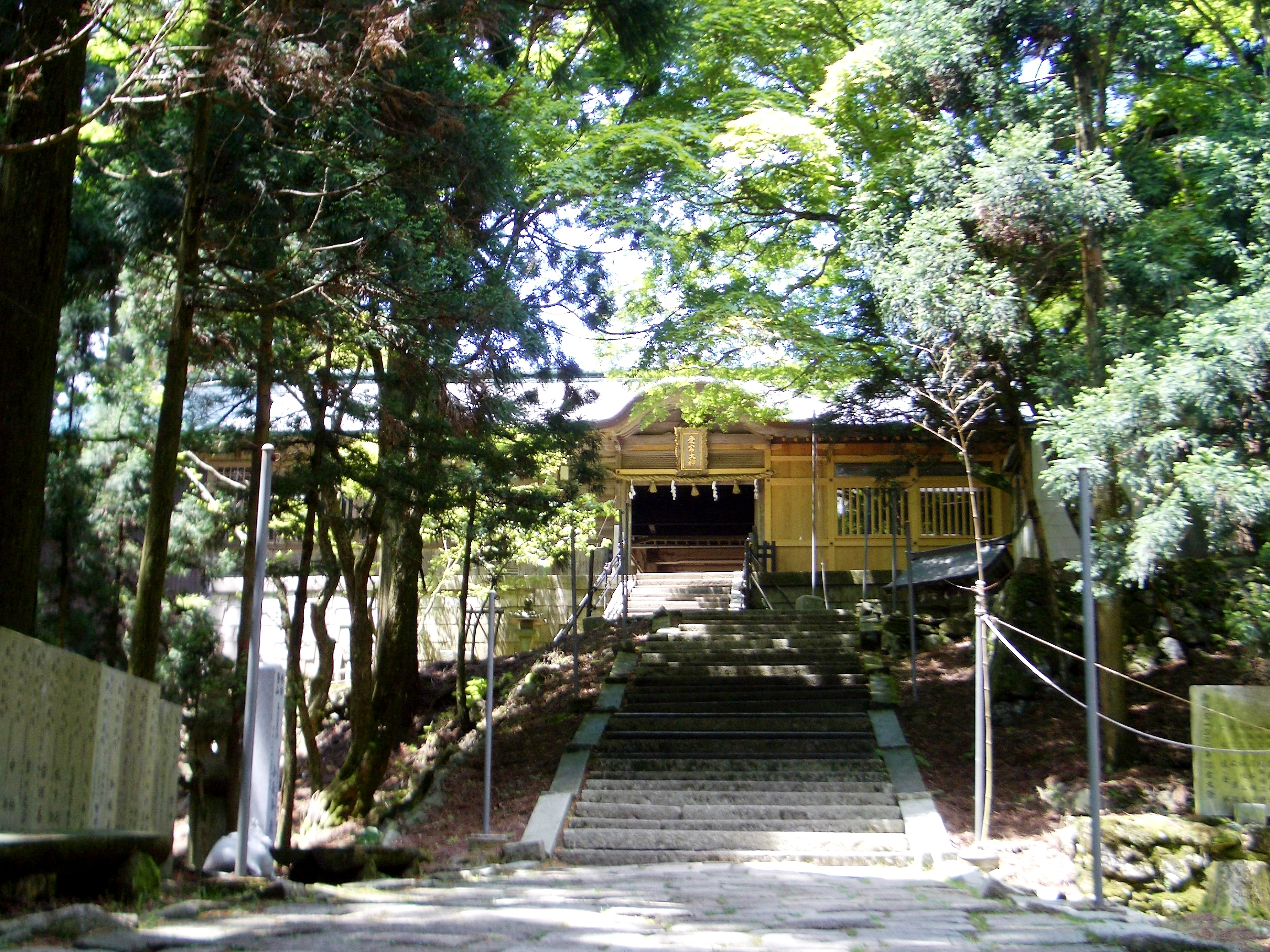
Chram Atago